# XAMPP
XAMPP és un paquet de programari lliure que conté el servidor HTTP Apache, base de dades de MySQL i eines necessàries per utilitzar el PHP i el llenguatge de programació Perl. El programa es llença sota el GNU General Public License i d'un servidor web, d'ús fàcil, capaç de servir pàgines dinàmiques. Actualment, XAMPP està disponible per a Windows, Linux, Solaris i Mac OS X. El nom XAMPP prové de l'acrònim de X (fent referència al fet que és compatible amb diversos sistemes operatius), Apache, MySQL, PHP i Perl.

## Característiques i requisits
XAMPP tan sols requereix descarregar i executar un arxiu zip, tar, o exe, realitzar unes petites configuracions en alguns dels components que el servidor Web necessitarà. XAMPP s'actualitza regularment per incorporar les últimes versions d'Apache/MySQL/PHP i Perl. També inclou altres mòduls com OpenSSL i phpMyAdmin. Per instal·lar XAMPP tan sols necessitem una petita fracció del temps necessari per descarregar i configurar els programes per separat.

## Aplicacions
Oficialment, els dissenyadors de XAMPP van pensar el seu ús com una eina de desenvolupament, per permetre als dissenyadors de llocs Webs i programadors provar la seva feina en els seus propis ordinadors sense cap tipus d'accés a Internet. A la pràctica, XAMPP es fa servir per servidors Web, i amb algunes modificacions és generalment prou segur per ser-ho. Amb el paquet s'inclou una eina especial per protegir fàcilment les parts més importants.